# Marimatha dinawa
Marimatha dinawa är en fjärilsart som beskrevs av Bethune-Baker 1906. Marimatha dinawa ingår i släktet Marimatha och familjen nattflyn. Inga underarter finns listade i Catalogue of Life.